# Boscy bliźniacy

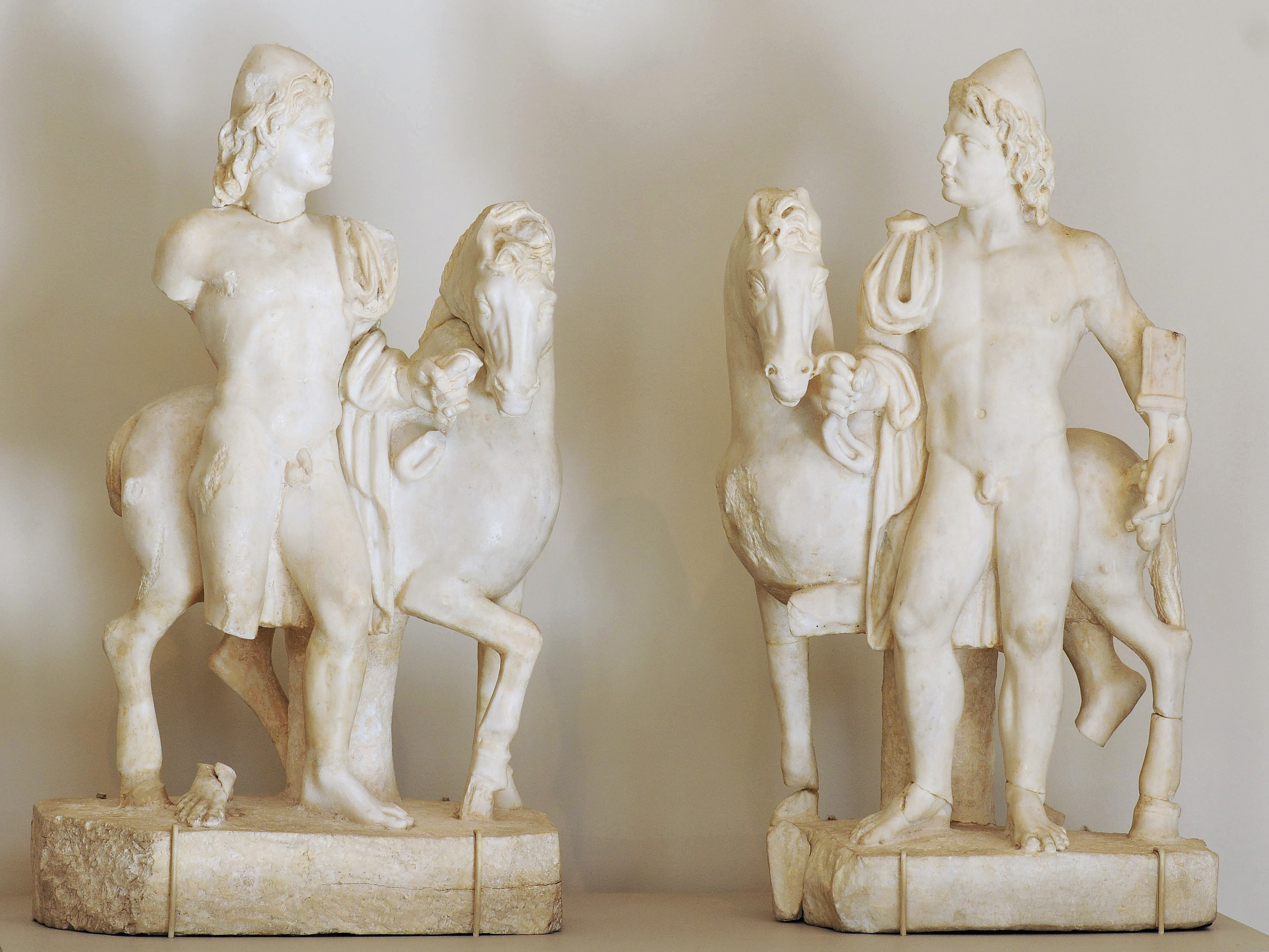
Dioskurowie. Rzymskie posągi z III w. n.e.

Boscy bliźniacy – w mitologii praindoeuropejskiej archetyp pary boskich lub półboskich męskich bliźniąt będących wojownikami, uzdrowicielami i bohaterami. Na ogół przedstawiani jako młodzieńcy w towarzystwie koni lub jako jeźdźcy. Tak jak inne mitologiczne archetypy, boscy bliźniacy nie są potwierdzeni w źródłach czy archeologii, lecz zostali zrekonstruowani przez mitologów porównawczych i indoeuropeistów przy pomocy metody porównawczej.
Podobny koncept męskich, bliźniaczych bohaterów występuje również wśród ludów Ameryki północnej i środkowej, np. majańscy Ixbalanque i Hunahpu.

## Geneza
U podstaw tej mitologicznej koncepcji leży postawa starożytnych indoeuropejczyków wobec bliźniaków: zjawisko to prawdopodobnie interpretowano jako nadprzyrodzoną interwencję, gdzie jedno z bliźniaków jest synem ludzkiego ojca, a drugie synem boga lub ducha. Ludzcy bliźniacy często byli postrzegani jako tak samo potężni jak boscy bliźniacy. Można ich również uważać za niebezpiecznych, stąd wiele legend opowiadających o wydaleniu bliźniaków przez ich matki ze społeczności.

## Imię
Na podstawie dostępnych dowodów językowych, gdzie w różnych tradycjach imiona każdego z bliźniaków wywodzą się z całkowicie różnych słów lub ich imiona są wręcz niewymieniane, nie można odtworzyć oryginalnych imion bliźniąt w języku praindoeuropejskim. Zrekonstruowano jednak praindoeuropejskie określenie, które jest wspólne w tradycji greckiej, bałtyjskiej oraz wedyjskiej. W tych tradycjach bliźniacy nazywani są „synami boga nieba, synami nieba”. W każdej tej tradycji bóg nieba (grecki Zeus, bałtyjski Diews, wedyjski Djajus) wywodzi się od również zrekonstruowanego praindoeuropejskiego boga nieba *Dyeusa, więc w języku praindoeuropejskim określano ich prawdopodobnie jako *diwós suhₓnū́ („synowie Dyeusa”) lub *diwós népoth₁e („wnuki Dyeusa”).
Wspólne jest imię bliźniaków w tradycji litewskiej oraz wedyjskiej. Litewska nazwa Ašvieniai pochodzi od starolitewskiego słowa ašva – „klacz” i dosłownie oznacza „małe konie, koniki”, a sanskrycka nazwa Aświnowie od słowa áśva – „koń” i dosłownie oznacza „właściciele koni”. Litewskie ašva oraz sanskryckie áśva wywodzą się ze wspólnego indoeuropejskiego rdzenia *h₁éḱwos – „koń”.

## Opis
Boscy bliźniacy przedstawiani są jako młodzi mężczyźni ratujący śmiertelników przed niebezpieczeństwem w bitwie lub na morzu. Jeździli na rumakach, które ciągną słońce po niebie, czasami ich samych przedstawiano w postaci koni. Ich siostrą jest bogini świtu *Hausōs, także córka boga nieba *Dyēusa. Dwaj bracia są ogólnie przedstawiani jako uzdrowiciele i pomocnicy, podróżujący cudownymi pojazdami w celu uratowania rozbitków. Często się różnią: jeden jest przedstawiany jako silny fizycznie agresywny wojownik, a drugi jako uzdrowiciel, którego raczej zajmują zwyczajne obowiązki lub romantyczne przygody.
W tradycji wedyjskiej, greckiej i bałtyckiej boscy bliźniacy podobnie przedstawiani są też jako personifikacje gwiazdy porannej i wieczornej. Prezentowani są jako kochankowie lub towarzysze słonecznego bóstwa, najczęściej córki Słońca, ale czasem także Świtu. W większości opowiadań, kiedy się pojawiają, bliźniacy ratują Świt przed wodnistym niebezpieczeństwem. W nocy konie Słońca wracały na wschód złotą łodzią, gdzie przemierzały morze, aby każdego ranka sprowadzać Słońce z powrotem na niebo. W nocy przemierzali niebo w pogoni za swoją małżonką, gwiazdą poranną.

## Świadectwa
Mit boskich braci bliźniaków poświadczony jest przede wszystkim w tradycji greckiej (greko-rzymskiej), bałtyjskiej oraz indyjskiej gdzie przedstawiani są jako „synowie boga nieba”:
- Mitologia grecka: Diós-kouroi – wspólne określenie na Kastora i Polideukesa, które dosłownie oznacza „synowie Zeusa, chłopcy Zeusa”[11][12]. W zależności od źródeł obaj uznawani są za bogów lub za śmiertelników, czasami także Kastora uznaje się za boga a Polluksa za śmiertelnika. Kastor i Polluks najczęściej uznawani są za synów Zeusa oraz spartańskiej królowej Ledy (Katalog niewiast Hezjoda)[13]. Wedle innej wersji mitu Leda podczas jednej nocy współżyła z Zeusem (pod postacią łabędzia) oraz swoim mężem Tyndareosem, w rezultacie Zeusowi urodziła Polideukesa i Helenę a Tyndareosowi Kastora i Klitajmestrę[14], a wedle jeszcze innej wersji obaj są synami Ledy i Tyndareosa (Odyseja Homera)[15]. W jednym z mitów Kastor i Polideukes ratują Helenę, która została porwana przez Tezeusza ze Sparty do Aten. Niektórzy badacze uważają, że Helena etymologicznie związana jest ze słowem "słońce"[16][17]. Modlono się do nich za wsparcie w bitwie lub na morzu[7]. 
  - Pelignijski: Ioviois Pvclois i Ioveis Pvcles uważane za kalkę greckiego Diós-kouroi[18][19].

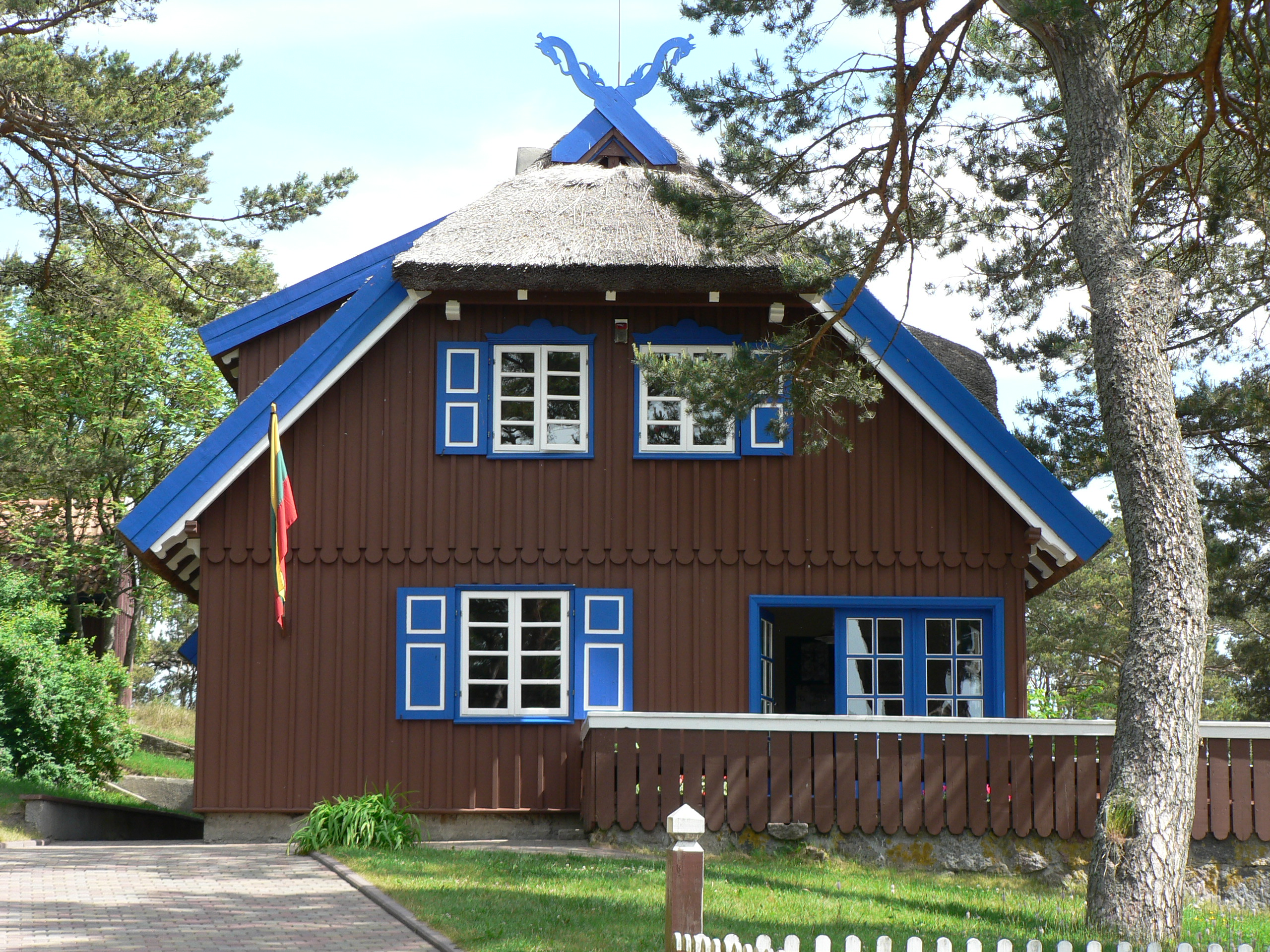
Koniki na dachu domu, Nida, Litwa.

- Mitologia litewska: Dievo sūneliai – określenie na Ašvieniai, które dosłownie oznacza „synowie Deiwasa, synowie Boga”[11][10]. W mitologii przedstawiani jako konie ciągnące powóz bogini Saule po niebie[20]. Szczyty domów na Litwie często zdobione są podobiznami Ašvieniai co ma chronić dom[21]. Podobne wizerunki znaleźć można także na przedmiotach użytku codziennego. Powiązani z Usins – bogiem koni i światła[22].
- Mitologia łotewska: Dieva dēli – określenie na boskich bliźniaków w mitologii łotewskiej, którzy są odpowiednikami litewskich Ašvieniai, które również oznacza „synowie Deiwasa, synowie Boga”[11][10].
- Tradycja wedyjska: Divó nápātā – określenie na Aświnów, oznaczające „synowie Djausa”[11][12]. Aświnowie zawsze wymieniani są razem i nie mają własnych imion. Podróżowali powozem ciągniętym przez konie, które nigdy się nie męczyły. W mitologii opisywani jako uzdrowiciele oraz bohaterowie. Dziękowano im za pomoc w walce i wyciąganie ludzi z różnorakich kłopotów. W tekstach nazywani jako "przynoszący światło"[23]. Związani z boginią świtu i siostrą Uszas[24].

Ślady w innych tradycjach europejskich są mniej pewne:
- Mitologia celtycka: 
  - Grecki historyk Timajos stwierdził w swoim interpretatio graeca, że atlantyccy Celtowie czcili Diós-kouroi ponad innymi bogami, którzy przychodzili do nich [Celtów] zza morza. Timajos nie podał jednak imion celtyckich bliźniaków[25]. Być może chodziło o galijskich bogów wojny Diwano i Dinomogetimarusa, lecz związku ostatecznie nie udowodniono[26].
  - Mitologia walijska: Bran i Manawydan[27].
  - Badacze podejrzewają też, że boskimi bliźniakami mogliby być też bliźniacy Machy. W jednym z mitów Macha, która jest w później ciąży, zostaje zmuszona do wyścigu z końmi króla Ulsteru. Jako utalentowany jeźdźca wygrywa wyścig, lecz od razu po przekroczeniu linii mety zaczyna rodzić. W ten sposób narodzili się Fír i Fial, którzy nie występują już w żadnym innym micie. Częściowo do archetypu pasują też takie postaci jak: galijski bóg słoneczny Belenos, którego epitet Atepormaros oznaczał „posiadający dobre konie”, Grannus, który związany jest z boginią Sironą (jej imię oznacza „gwiazda”), Maponos („Boży Syn”) uważany w mitologii irlandzkiej za syna Dagdy, związany z uzdrawianiem[28].
- Mitologia germańska: 
  - Nahanarwalowie: wedle Tacyta to germańskie plemię czciło Alków, których porównywał do Kastora i Polideukesa[25]. Etymologicznie prawdopodobnie pochodzą od pragermańskiego słowa *alh lub *alhs (w zależności od rekonstrukcji) oznaczającego „ochrona, opieka, świątynia”[29].

Herb Spornitz.

- Mitologia anglosaska: Hengest i Horsa – półlegendarni bohaterowie Sasów, Anglów i Jutów. Za teorią o mitologiczności tych postaci przemawia fakt, że imiona znaczą kolejno „ogier" oraz „koń" oraz ich imionami nazywane były zdobienia szczytów podobne do tych na Litwie.
- Islandia: Zasugerowano, że historia zasiedlania Islandii przez Ingólfra Arnarsona i Hjörleifr Hróðmarsson zawiera w sobie elementy charakterystyczne dla boskich bliźniaków (założyciele, uzdrowiciele).

- Mitologia słowiańska:
  - Lel i Polel – pierwszy raz wspomnieni przez Macieja Miechowitę. Przedstawiani jako polscy odpowiednicy Kastora i Poliduekesa, synowie bogini Łady (odpowiedniczki greckiej Ledy) i nieznanego boga. Kult Lela i Polela był negowany przez wielu badaczy do 1969 roku, w którym na wyspie Fischerinsel, na której znajdowało się centrum kultu słowiańskiego plemienia Wieletów, odnaleziono bałwana, przedstawiającego dwie męskie postaci zrośnięte głowami. Obok tego posągu odkryto również osobny posąg żeński z wyraźnie zaznaczonymi piersiami. Oba posągi uważane są za wizerunki Lela, Polela i ich matki Łady. O prawdziwości kultu Lela i Polela może też świadczyć rosyjskie słowo lelek, które oznacza „silnego młodzieńca”[31].
  - Waligóra i Wyrwidąb – postaci z legendy polskiej. Podczas porodu ich matka zmarła w lesie, a bliźniakami zaopiekowały się dzikie zwierzęta. Waligórą zaopiekowała się wilczyca, a Wyrwidębem niedźwiedzica, które karmiły ich własnym mlekiem. Wspólnie pokonali smoka, który dręczył królestwo, za co wdzięczny król oddał każdemu z nich po połowie królestwa i po jednej ze swych dwóch córek za żonę. W polskich legendach występują też synowie Kraka: Krak II i Lech II jako zabójcy smoka wawelskiego[32].
- Mitologia klasyczna: 
  - Rzymska: Romulus i Remus – legendarni założyciele Rzymu. Ich matka Rea Sylwia przed śmiercią umieściła ich w koszyku, który włożyła do rzeki by uchronić ich przed mordem. Odnalezieni przez wilczycę, która ich wychowywała[33].
  - Grecka: Amfion i Zetos – synowie Zeusa i Antiopy, legendarni założyciele Teb. Eurypides w swojej tragedii Fenicjanki określa ich jako „Dioskouroi, jeźdźców białych koni”. W ten sam sposób określa ich w swoim Heraklesie szalejącym oraz zaginionym Antiope. Amfion przedstawiany jest jako delikatny i wrażliwy, a Zetos jako męski i silny fizycznie[34].
  - Greko-rzymska: Palikowie – chtoniczne bóstwa sycylijskie uznawane według niektórych źródeł za synów Zeusa. Czczono ich jako opiekuńczych bogów bliźniaczych, przynoszącym pomyślność, pogodę i szczęście na morzu[35].
- Tradycja wedyjska: inną parą boskich bliźniaków w hinduizmie mogą być Nakula i Sahadewa. Ich matką była Madri zapłodniona przez Aświnów, których wezwała by urodzić mężowi dzieci, który nie mógł z nią spać w wyniku klątwy. Nakula był znawcą hodowli koni, potrafił leczyć je ze wszystkich chorób i był dobrym jeźdźcem, a Sahadewa był najmądrzejszym ze wszystkich braci. Oboje byli mistrzami miecza oraz uzdrowicielami[36][37][38].
- Mitologia ormiańska: Ormiański badacz Armen Y. Petrosjan w swojej pracy argumentuje, że ormiańskimi boskimi bliźniakami mogli być Sanasar i Baldasar: Sanasar znajduje „ognistego konia”, jest bardziej wojowniczy od swojego brata oraz zostaje protoplastą dynastii bohaterów[39]. Petrosjan uważa również, że archetyp boskich bliźniaków zachował się także u innych ormiańskich legendarnych bliźniaków[40].

Kult boskich bliźniaków był popularny w całej Europie i poza wymienionymi wyżej przykładami można znaleźć ich więcej w mitach czy legendach. Koncept boskich bliźniaków został zaadaptowany również przez Etrusków, czego dowodzi zachowane określenie Tinas Clenar – „synowie Tinasa”.

## Bliźniacy po chrystianizacji
Po chrystianizacji boscy bliźniacy często byli zastępowani przez pary świętych. Wymienić można następujące przykłady:
- w folklorze białoruskim św. Mikołaj oraz św. Grzegorz często są przedstawiani w parze, związani są z końmi i uzdrawianiem. W wielu pieśniach, poświęconych tym świętym, jeden występuje jako „bóstwo płodności”, a drugi jako „jedyny, który może odnaleźć opiekuna dobrych zbiorów i dobrobytu w nadchodzącym roku”. Czasami w modlitwach i zaklinaniach występują w triadzie ze św. Eliaszem, Michałem Archaniołem (obaj jako schrystianizowany Perun) czy z Matką Boską (schrystianizowaną Mokosz). Mieli także spotykać się z Zorzą[42].

- W folklorze ukraińskim św. Flor i Laur oraz św. Borys i Gleb zostali zaatakowani przez ognistego żmija i schronili się w kuźni. Gdy żmij wsunął przez szparę język do środka, ci uchwycili go obcęgami i zmusili do posłuszeństwa, następnie zaprzęgli go i zmusili do zaorania ogromnej przestrzeni. W ten sposób powstały Żmijowe Wały, które odtąd ochraniają Ukrainę przed żmijami[43].

Innymi przykładami mogą być św. Kosma i Damian – bracia bliźniacy, patroni uzdrowicieli i lekarzy czy św. Piotr i Paweł.